# Noel Gayler
Noel Gayler, né le 25 décembre 1914 et mort le 14 juillet 2011, est un amiral américain ayant été directeur de la NSA de 1969 à 1972 puis commandant de l'United States Pacific Command entre 1972 et 1976. Gayler avait aussi été pilote pendant la Seconde Guerre mondiale, durant laquelle il s'est illustré.

## Biographie
Né en 1914 à Birmingham en Alabama, Noel Gayler est un des trois enfants d'Anne Roberts et Ernest Gayler, un officier de l'United States Navy. Il suit des cours dans une école d’Hawaï préparant à entrer à West Point avant de finalement sortir diplômé de l'académie navale d'Annapolis en 1935. En tant qu'officier subalterne, il sert sur plusieurs navires : sur l'USS Maryland de 1935 à 1938, sur l'USS Maury (en) entre 1938 et 1939, et sur l'USS Craven (en) de 1939 à 1940,.

### Seconde Guerre mondiale
Gayler reçoit une formation d'aviateur à Pensacola et combat dans l'escadron de chasse 2 (VF-2) et 3 (VF-3) entre 1940 et 1942. Il s'illustre alors en abattant 5 avions japonais faisant de lui le premier as de la Navy et le premier pilote à recevoir trois Navy Cross. En 1942, l'USS Lexington, porte-avions auquel il était rattaché, est coulé durant la bataille de la mer de Corail. Il passe les deux années suivantes comme pilote d'essai et vole ainsi à bord de nombreux avions américains et étrangers, comme le Spitfire, le Messerschmitt 109 ou même le chasseur Zéro, afin de les comparer. Gayler commande finalement l'escadron de chasse 12 (VF-12) de 1944 à 1945 avant de rejoindre l'état-major de John S. McCain, Sr. pendant quelques mois, entre mai et septembre 1945. Il avait ainsi eu la chance de pouvoir survoler le site d'Hiroshima quelques jours après qu'il eut été dévasté par la bombe atomique, faisant de lui un farouche opposant de la bombe. Sa femme expliquera plus tard : « Il était stupéfait; il ne voyait rien bouger [...] C'était imprimé dans son esprit, et il a fait le vœu de travailler à éliminer les armes nucléaires ». Gayler était également présent le 2 septembre 1945 sur le pont de l'USS Missouri lors de la signature des Actes de capitulation du Japon,.

### De la guerre à la retraite (1946-1976)
Après la fin de la Seconde Guerre mondiale, Gayler sert à de nombreux postes. Entre autres, il rejoint l'USS Bairoko (en), un porte-avions d'escorte, il travaille aussi dans le Bureau of Aeronautics et dans d'autres centres de recherches de la Navy. Il devient l'assistant du secrétaire à la Marine Thomas S. Gates Junior entre 1957 et 1959 avant de commander de 1959 à 1960 le porte-avions USS Ranger. Dans les années qui suivent, Gayler servira en tant qu'attaché naval au Royaume-Uni puis comme assistant du Deputy Chief of Naval Operations, parmi d'autres fonctions. Étonnamment, il rejoint en 1967 le Joint Strategic Target Planning Staff à la base d'Offutt qui avait pour mission de sélectionner les cibles à bombarder en priorité en cas de guerre nucléaire, alors qu'il était opposé à l'utilisation de la bombe atomique. C'est en 1969, sous l'administration Nixon, que Gayler est nommé directeur de la NSA qu'il quittera en 1972 afin de devenir commandant de l'United States Pacific Command en pleine guerre du Viêt Nam. À ce poste, il contrôle toutes les forces américaines de la côte Ouest des États-Unis à l'océan Indien et supervise ainsi les campagnes de bombardements au Viêt Nam. Ce poste sera le dernier de l'amiral Gayler qui prend sa retraite en 1976, après plus de 40 ans dans la Navy.

### Retraite et vie privée
Une fois à la retraite, Gayler s'est engagé plus activement contre les armes nucléaires. Il explique ainsi dans un article pour le New York Times que peu de personnes ont été sur le site d'une explosion nucléaire et qu'« encore moins ont vu une bombe testée : la lumière de mille soleils, la chaleur torride, l'immense secousse, le méchant clignotement des dernières lueurs, preuves d'une radiation résiduelle importante. Quel dommage. Nous et l'Union soviétique avons des dizaines de milliers d'armes. On ferait mieux de les contrôler ». Il rencontrera d'ailleurs sa seconde femme, Jeanne Malette Thompson, grâce à son engagement (il avait déjà divorcé de sa première femme, Caroline Groves (1918-2017)). Effectivement, cette dernière avait invité Gayler à rejoindre l'American Committee on East-West Accord, une organisation visant à encourager les relations entre l'URSS et les États-Unis et le désarmement nucléaire. Gayler avait rejoint l'association et s'était marié avec Jeanne Malette Thompson. Il meurt en 2011 à l'âge de 96 ans.

## Décoration
- Navy Cross
- Defense Distinguished Service Medal
- Navy Distinguished Service Medal
- Legion of Merit
- Bronze Star